# 1. Fußball-Club Saarbrücken 1991-1992
Questa voce raccoglie le informazioni riguardanti il 1. Fußball-Club Saarbrücken nelle competizioni ufficiali della stagione 1991-1992.

## Stagione
Nella stagione 1991-1992 il Saarbrücken, allenato da Peter Neururer, concluse il campionato di 2. Bundesliga al 1º posto. In Coppa di Germania il Saarbrücken fu eliminato al secondo turno dal Bamberg.

## Rosa
| N. |                     | Ruolo | Calciatore         |
| -- | ------------------- | ----- | ------------------ |
|    | Germania (bandiera) | P     | Marco Kostmann     |
|    | Germania (bandiera) | P     | Stephan Straub     |
|    | Germania (bandiera) | P     | Alfred Wahlen      |
|    | Germania (bandiera) | D     | Bernd Eichmann     |
|    | Polonia (bandiera)  | D     | Wenanty Fuhl       |
|    | Germania (bandiera) | D     | Eugen Hach         |
|    | Germania (bandiera) | D     | Matthias Hönerbach |
|    | Bulgaria (bandiera) | D     | Nasko Jelev        |
|    | Germania (bandiera) | D     | Michael Kostner    |
|    | Germania (bandiera) | D     | Michael Nushöhr    |
|    | Germania (bandiera) | C     | Thomas Kristl      |
|    | Germania (bandiera) | C     | Jürgen Lange       |

| N. |                      | Ruolo | Calciatore          |
| -- | -------------------- | ----- | ------------------- |
|    | Germania (bandiera)  | C     | Christiaan Pförtner |
|    | Germania (bandiera)  | C     | Jörg Reeb           |
|    | Germania (bandiera)  | C     | Bernd Rohrbacher    |
|    | Germania (bandiera)  | C     | Jörg Roth           |
|    | Germania (bandiera)  | C     | Wolfgang Schüler    |
|    | Germania (bandiera)  | C     | Thomas Zechel       |
|    | Nigeria (bandiera)   | A     | Jonathan Akpoborie  |
|    | Germania (bandiera)  | A     | Heikko Glöde        |
|    | Germania (bandiera)  | A     | Michael Krätzer     |
|    | Germania (bandiera)  | A     | Michael Preetz      |
|    | Danimarca (bandiera) | A     | Brian Skårup        |

## Organigramma societario
Area tecnica
- Allenatore: Peter Neururer
- Allenatore in seconda:
- Preparatore dei portieri:
- Preparatori atletici:

## Calciomercato

### Sessione estiva
| Acquisti | Acquisti        | Acquisti          | Acquisti |
| R.       | Nome            | da                | Modalità |
| -------- | --------------- | ----------------- | -------- |
| P        | Marco Kostmann  | Union Berlino     |          |
| D        | Michael Kostner | Kickers Offenbach |          |
| C        | Jürgen Lange    | Sint-Truiden      |          |
| C        | Thomas Zechel   | Schalke 04        |          |

| Cessioni | Cessioni       | Cessioni             | Cessioni |
| R.       | Nome           | a                    | Modalità |
| -------- | -------------- | -------------------- | -------- |
| C        | Uli Kiefer     | Borussia Neunkirchen |          |
| C        | Markus Osthoff | Eintracht Treviri    |          |
| C        | Adrian Spyrka  | Kickers Stoccarda    |          |

### Sessione invernale
| Acquisti | Acquisti     | Acquisti | Acquisti |
| R.       | Nome         | da       | Modalità |
| -------- | ------------ | -------- | -------- |
| A        | Brian Skårup | Randers  |          |

| Cessioni | Cessioni | Cessioni | Cessioni |
| R.       | Nome     | a        | Modalità |
| -------- | -------- | -------- | -------- |

## Risultati

### 2. Bundesliga

#### Girone di andata
| Arbitro: | Führer |

|                        |           |          |
| Schüler 72’ Preetz 76’ | Marcatori | 67’ Dais |

| Arbitro: | Schmidhuber |

|               |           |            |
| Schreiber 17’ | Marcatori | 24’ Preetz |

| Arbitro: | Ziller |

|            |           |            |
| Preetz 44’ | Marcatori | 21’ Heisig |

| Chemnitz 14 agosto 1991, ore 19:30 CEST 4ª giornata | Chemnitz | 0 – 0 referto | Saarbrücken | Sportforum Chemnitz (5 200 spett.)\| Arbitro: \| Mölm \| |
| Arbitro:                                            | Mölm     |               |             |                                                          |

| Arbitro: | Albrecht |

|                                    |           |  |
| Akpoborie 15’ Hach 35’ Krätzer 57’ | Marcatori |  |

| Arbitro: | Strigel |

|                                                  |           |                      |
| Baranowski 39’ Landgraf 79’ Kimmel 83’ Finke 87’ | Marcatori | 71’ (rig.) Akpoborie |

| Arbitro: | Fux |

|                                               |           |  |
| Preetz 38’, 90’ Glöde 86’ (rig.) Pförtner 88’ | Marcatori |  |

| Arbitro: | Domurat |

|                   |           |                      |
| Müller 90’ (rig.) | Marcatori | 6’ Zechel 78’ Preetz |

| Arbitro: | Steinborn |

|                   |           |            |
| Kostner 8’ (rig.) | Marcatori | 65’ Fincke |

| Arbitro: | Amerell |

|            |           |             |
| Rische 69’ | Marcatori | 48’ Schüler |

| Arbitro: | Dardenne |

|                              |           |                                    |
| Kostner 2’ (rig.) Preetz 90’ | Marcatori | 31’ (rig.) Kleppinger 66’ Bakalorz |

#### Girone di ritorno
| Arbitro: | Richmann |

|                       |           |            |
| Wolff 12’ Wohlert 32’ | Marcatori | 79’ Zechel |

| Arbitro: | Domurat |

|             |           |  |
| Schüler 84’ | Marcatori |  |

| Monaco di Baviera 19 ottobre 1991, ore 15:00 CET 14ª giornata | Monaco 1860 | 0 – 0 referto | Saarbrücken | Stadion an der Grünwalder Straße (13 000 spett.)\| Arbitro: \| Kiefer \| |
| Arbitro:                                                      | Kiefer      |               |             |                                                                          |

| Arbitro: | Wippermann |

|                                            |           |              |
| Akpoborie 76’ (rig.) Fuhl 84’ Pförtner 90’ | Marcatori | 59’ Mehlhorn |

| Arbitro: | Müller |

|                                       |           |  |
| Penneke 45’ Nowotny 84’ Tretschok 88’ | Marcatori |  |

| Arbitro: | Krug |

|                       |           |  |
| Eichmann 52’ Hach 82’ | Marcatori |  |

| Arbitro: | Fröhlich |

|           |           |                                                              |
| Buvač 88’ | Marcatori | 2’ (aut.) Linke 12’ Krätzer 48’, 65’ Preetz 62’, 76’ Schüler |

| Arbitro: | Schmidt |

|            |           |            |
| Preetz 70’ | Marcatori | 80’ Müller |

| Arbitro: | Birlenbach |

|          |           |  |
| Todt 24’ | Marcatori |  |

| Arbitro: | Leimert |

|                         |           |                        |
| Preetz 15’ Pförtner 38’ | Marcatori | 47’ Kracht 61’ Trommer |

| Arbitro: | Kuhne |

|            |           |                                                |
| Täuber 43’ | Marcatori | 14’ (aut.) Simon 16’ Pförtner 67’, 75’ Schüler |

### 2. Bundesliga

#### Girone di andata
| Arbitro: | Weber |

|                       |           |  |
| Krätzer 3’ Preetz 32’ | Marcatori |  |

| Arbitro: | Mölm |

|             |           |             |
| Freiler 36’ | Marcatori | 49’ Krätzer |

| Arbitro: | Amerell |

|                               |           |  |
| Kostner 6’ (rig.) Krätzer 73’ | Marcatori |  |

| Jena 28 marzo 1992, ore 15:00 CET 26ª giornata | Carl Zeiss Jena | 0 – 0 referto | Saarbrücken | Ernst-Abbe-Sportfeld (5 200 spett.)\| Arbitro: \| Wiesel \| |
| Arbitro:                                       | Wiesel          |               |             |                                                             |

| Arbitro: | Kuhne |

|             |           |  |
| Schüler 19’ | Marcatori |  |

| Friburgo in Brisgovia 12 aprile 1992, ore 15:00 CEST 28ª giornata | Friburgo | 0 – 0 referto | Saarbrücken | Dreisamstadion (13 000 spett.)\| Arbitro: \| Löwer \| |
| Arbitro:                                                          | Löwer    |               |             |                                                       |

| Arbitro: | Führer |

|                                                         |           |  |
| Schüler 34’ Kostner 52’ (rig.) Preetz 77’ Akpoborie 89’ | Marcatori |  |

| Arbitro: | Albrecht |

|                                                    |           |  |
| Baranowski 17’ Hubner 35’ Cardoso 74’ Landgraf 89’ | Marcatori |  |

| Arbitro: | Rubel |

|            |           |  |
| Preetz 44’ | Marcatori |  |

| Arbitro: | Amerell |

|            |           |                             |
| Keller 76’ | Marcatori | 27’, 79’ Preetz 70’ Schüler |

### Coppa di Germania
| Arbitro: | Funken |

|                       |           |                                                           |
| Raschke 42’ Proba 58’ | Marcatori | 30’, 32’ Pförtner 53’ Zechel 70’ Nushöhr 83’ (rig.) Glöde |

| Arbitro: | Weise |

|                                               |           |           |
| Eigner 43’ Hüttner 74’ Herzog 84’ (rig.), 89’ | Marcatori | 33’ Glöde |

## Statistiche

### Statistiche di squadra
| Competizione      | Punti | In casa | In casa | In casa | In casa | In casa | In casa | In trasferta | In trasferta | In trasferta | In trasferta | In trasferta | In trasferta | Totale | Totale | Totale | Totale | Totale | Totale | DR  |
| Competizione      | Punti | G       | V       | N       | P       | Gf      | Gs      | G            | V            | N            | P            | Gf           | Gs           | G      | V      | N      | P      | Gf     | Gs     | DR  |
| ----------------- | ----- | ------- | ------- | ------- | ------- | ------- | ------- | ------------ | ------------ | ------------ | ------------ | ------------ | ------------ | ------ | ------ | ------ | ------ | ------ | ------ | --- |
| 2. Bundesliga     | 27    | 11      | 6       | 5       | 0       | 22      | 9       | 11           | 3            | 4            | 4            | 16           | 15           | 22     | 9      | 9      | 4      | 38     | 24     | +14 |
| 2. Bundesliga     | -     | 5       | 5       | 0       | 0       | 10      | 0       | 5            | 1            | 3            | 1            | 4            | 6            | 10     | 6      | 3      | 1      | 14     | 6      | +8  |
| Coppa di Germania | -     | 0       | 0       | 0       | 0       | 0       | 0       | 2            | 1            | 0            | 1            | 6            | 6            | 2      | 1      | 0      | 1      | 6      | 6      | 0   |
| Totale            | 27    | 16      | 11      | 5       | 0       | 32      | 9       | 18           | 5            | 7            | 6            | 26           | 27           | 34     | 16     | 12     | 6      | 58     | 36     | +22 |

### Andamento in campionato
| Giornata  | 1 | 2 | 3 | 4 | 5 | 6 | 7 | 8 | 9 | 10 | 11 | 12 | 13 | 14 | 15 | 16 | 17 | 18 | 19 | 20 | 21 | 22 |
| --------- | - | - | - | - | - | - | - | - | - | -- | -- | -- | -- | -- | -- | -- | -- | -- | -- | -- | -- | -- |
| Luogo     | C | T | C | T | C | T | C | T | C | T  | C  | T  | C  | T  | C  | T  | C  | T  | C  | T  | C  | T  |
| Risultato | V | N | N | N | V | P | V | V | N | N  | N  | P  | V  | N  | V  | P  | V  | V  | N  | P  | N  | V  |
| Posizione | 1 | 2 | 1 | 1 | 1 | 1 | 1 | 1 | 1 | 1  |    |    |    |    |    |    |    |    |    |    |    |    |

Legenda:

Luogo: C = Casa; T = Trasferta. Risultato: V = Vittoria; N = Pareggio; P = Sconfitta.

### Statistiche dei giocatori
!! colspan="4" | Totale

| Giocatore     | 2. Bundesliga | 2. Bundesliga | 2. Bundesliga | 2. Bundesliga | Coppa di Germania J. Akpoborie | Coppa di Germania J. Akpoborie | Coppa di Germania J. Akpoborie | Coppa di Germania J. Akpoborie | 17       | 3    | 0           | 0          | 1 | 0 | 0 | 0 | 18 | 3 | 0 | 0 |
| Giocatore     | Presenze      | Reti          | Ammonizioni   | Espulsioni    | Presenze                       | Reti                           | Ammonizioni                    | Espulsioni                     | Presenze | Reti | Ammonizioni | Espulsioni |   |   |   |   |    |   |   |   |
| B. Eichmann   | 18            | 1             | 2             | 0             | 2                              | 0                              | 0                              | 1                              | 20       | 1    | 2           | 1          |   |   |   |   |    |   |   |   |
| W. Fuhl       | 22            | 1             | 2             | 0             | 2                              | 0                              | 0                              | 0                              | 24       | 1    | 2           | 0          |   |   |   |   |    |   |   |   |
| H. Glöde      | 11            | 1             | 0             | 0             | 2                              | 2                              | 0                              | 0                              | 13       | 3    | 0           | 0          |   |   |   |   |    |   |   |   |
| E. Hach       | 18            | 2             | 5             | 0             | 1                              | 0                              | 0                              | 0                              | 19       | 2    | 5           | 0          |   |   |   |   |    |   |   |   |
| M. Hönerbach  | 15            | 0             | 2             | 0             | 1                              | 0                              | 0                              | 0                              | 16       | 0    | 2           | 0          |   |   |   |   |    |   |   |   |
| N. Jelev      | 4             | 0             | 1             | 0             | 1                              | 0                              | 0                              | 0                              | 5        | 0    | 1           | 0          |   |   |   |   |    |   |   |   |
| M. Kostmann   | 6             | 0             | 0             | 0             | 2                              | 0                              | 1                              | 0                              | 8        | 0    | 1           | 0          |   |   |   |   |    |   |   |   |
| M. Kostner    | 16            | 2             | 10            | 1             | 2                              | 0                              | 1                              | 0                              | 18       | 2    | 11          | 1          |   |   |   |   |    |   |   |   |
| T. Kristl     | 0             | 0             | 0             | 0             | 0                              | 0                              | 0                              | 0                              | 0        | 0    | 0           | 0          |   |   |   |   |    |   |   |   |
| M. Krätzer    | 18            | 2             | 2             | 2             | 2                              | 0                              | 0                              | 0                              | 20       | 2    | 2           | 2          |   |   |   |   |    |   |   |   |
| J. Lange      | 13            | 0             | 4             | 1             | 0                              | 0                              | 0                              | 0                              | 13       | 0    | 4           | 1          |   |   |   |   |    |   |   |   |
| M. Nushöhr    | 20            | 0             | 4             | 2             | 2                              | 1                              | 0                              | 0                              | 22       | 1    | 4           | 2          |   |   |   |   |    |   |   |   |
| C. Pförtner   | 21            | 4             | 1             | 1             | 2                              | 2                              | 0                              | 0                              | 23       | 6    | 1           | 1          |   |   |   |   |    |   |   |   |
| M. Preetz     | 22            | 11            | 3             | 0             | 2                              | 0                              | 0                              | 0                              | 24       | 11   | 3           | 0          |   |   |   |   |    |   |   |   |
| J. Reeb       | 3             | 0             | 0             | 0             | 0                              | 0                              | 0                              | 0                              | 3        | 0    | 0           | 0          |   |   |   |   |    |   |   |   |
| B. Rohrbacher | 1             | 0             | 0             | 0             | 0                              | 0                              | 0                              | 0                              | 1        | 0    | 0           | 0          |   |   |   |   |    |   |   |   |
| J. Roth       | 0             | 0             | 0             | 0             | 0                              | 0                              | 0                              | 0                              | 0        | 0    | 0           | 0          |   |   |   |   |    |   |   |   |
| W. Schüler    | 22            | 7             | 4             | 0             | 2                              | 0                              | 1                              | 0                              | 24       | 7    | 5           | 0          |   |   |   |   |    |   |   |   |
| B. Skårup     | 1             | 0             | 0             | 0             | 0                              | 0                              | 0                              | 0                              | 1        | 0    | 0           | 0          |   |   |   |   |    |   |   |   |
| S. Straub     | 0             | 0             | 0             | 0             | 0                              | 0                              | 0                              | 0                              | 0        | 0    | 0           | 0          |   |   |   |   |    |   |   |   |
| A. Wahlen     | 16            | 0             | 0             | 0             | 0                              | 0                              | 0                              | 0                              | 16       | 0    | 0           | 0          |   |   |   |   |    |   |   |   |
| T. Zechel     | 20            | 2             | 5             | 1             | 2                              | 1                              | 1                              | 0                              | 22       | 3    | 6           | 1          |   |   |   |   |    |   |   |   |